# Good Advice (série télévisée)
Good Advice est une série télévisée américaine en 21 épisodes de 25 minutes diffusée du 2 avril 1993 au 6 septembre 1994 sur le réseau CBS.
Cette série est inédite dans tous les pays francophones.

## Distribution
- Shelley Long : Susan DeRuzza
- Treat Williams : Jack Harold
- George Wyner : Artie Cohen
- Teri Garr : Paige
- Christopher McDonald : Joey DeRuzza
- Ross Malinger : Michael DeRuzza
- Estelle Harris : Ronnie Cohen
- Henriette Mantel (en) : Henriette
- Lightfield Lewis : Sean Trombitas